# Maulets (histoire)
Pour les articles homonymes, voir Maulets.

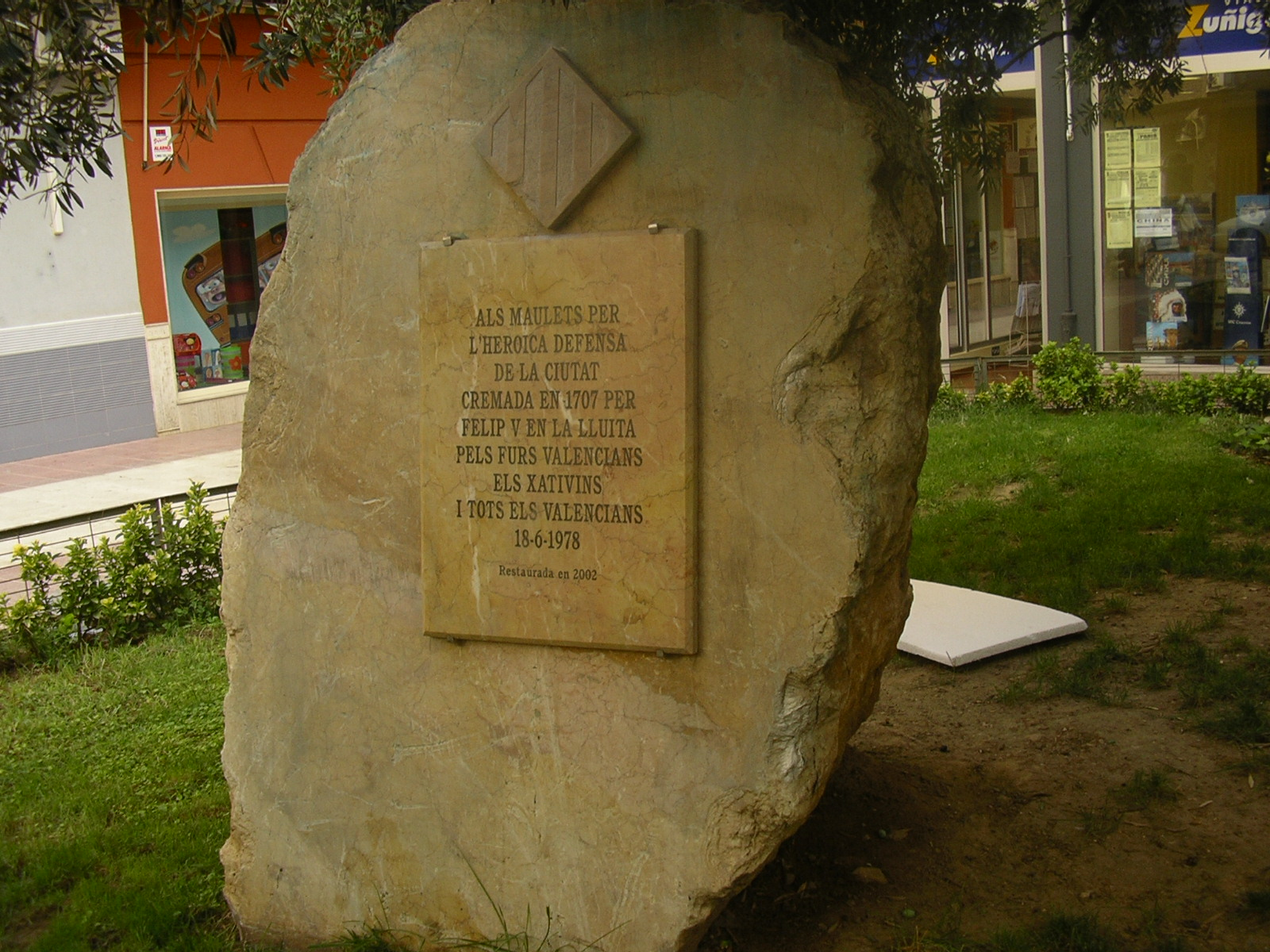
Plaque commémorative aux maulets à Xàtiva.

Les maulets sont les partisans de Charles de Habsbourg du royaume de Valence dans la guerre de Succession d'Espagne. Menés par Joan Baptista Basset i Ramos, ils s'opposent aux botiflers (es), nom péjoratif donné aux partisans de Philippe de Bourbon.